# Waterloo Bridge (1931)
Waterloo Bridge (bra: A Ponte de Waterloo) é um filme pre-Code estadunidense de 1931, do gênero drama bélico-romântico, dirigido por James Whale, e estrelado por Mae Clarke e Douglass Montgomery. O roteiro de Benn Levy e Tom Reed foi baseado na peça homônima de 1930, de Robert E. Sherwood.
O filme foi refeito em 1940 como "Waterloo Bridge" e em 1956 como "Gaby". Ambas as refilmagens foram feitas pela Metro-Goldwyn-Mayer, que comprou a versão de 1931 da Universal. Hoje, os direitos de todos os três filmes são detidos pela Warner Bros. e sua subsidiária Turner Entertainment. Este filme foi um dos primeiros de Bette Davis.

## Sinopse

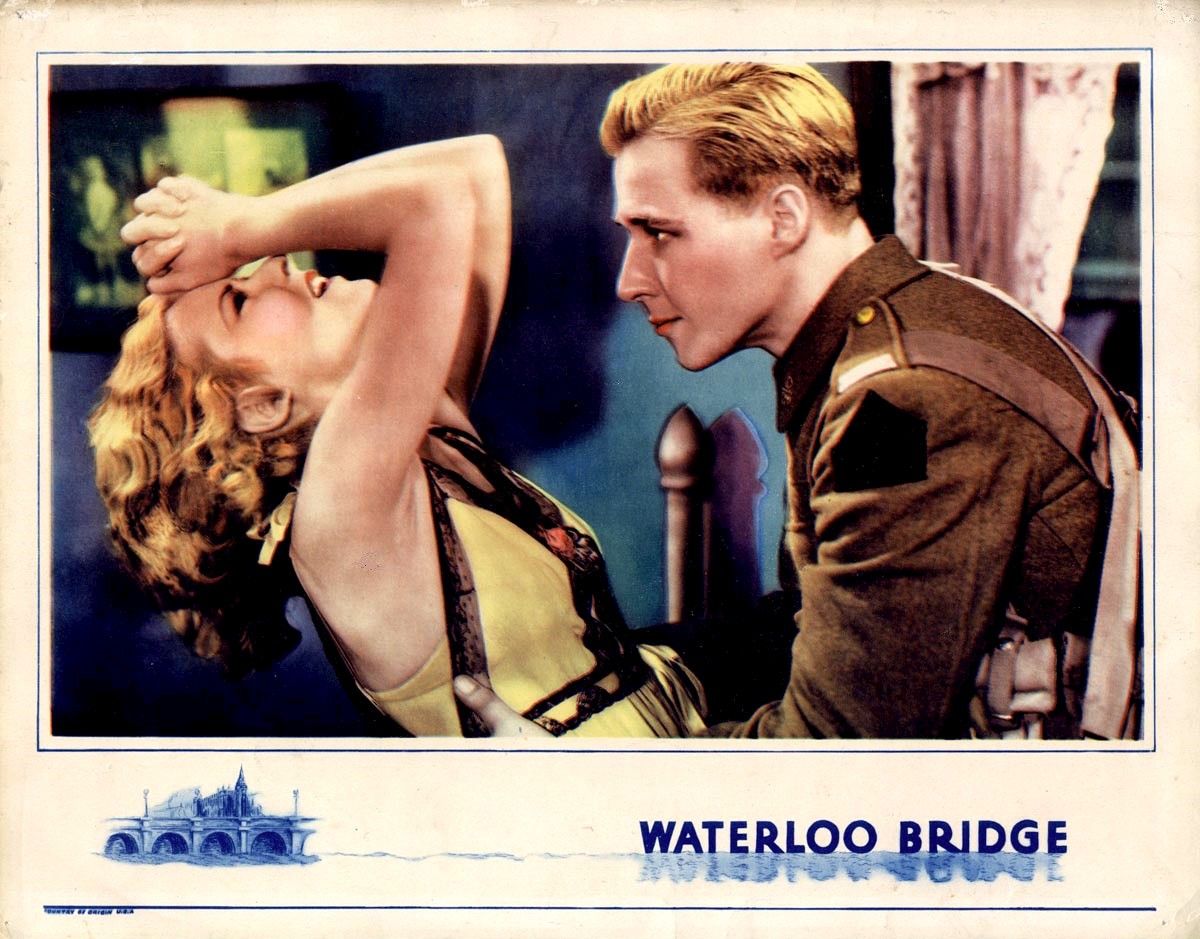
Lobby card.

Incapaz de encontrar emprego em Londres durante a Primeira Guerra Mundial, a corista Myra Deauville (Mae Clarke) recorre à prostituição na região da Ponte de Waterloo para pagar as despesas e conseguir se manter. Durante um ataque aéreo, ela conhece Roy Cronin (Douglass Montgomery), um ingênuo jovem estadunidense que se alistara no exército canadense. Eles se apaixonam um pelo outro, e ele convence Myra a visitar sua família. No entanto, Myra está relutante em continuar o relacionamento com Roy, já que não contou a ele sobre seu passado.

## Elenco
- Mae Clarke como Myra Deauville
- Douglass Montgomery como Roy Cronin
- Doris Lloyd como Kitty
- Frederick Kerr como Major Fred Wetherby
- Enid Bennett como Sra. Wetherby
- Bette Davis como Janet Cronin
- Ethel Griffies como Sra. Hobley
- Rita Carlyle como A Mulher Velha (creditada como Rita Carlisle)
- Ruth Handforth como Augusta, a empregada

## Produção
Robert E. Sherwood baseou sua peça em suas próprias experiências de guerra, incluindo um encontro casual durante um ataque aéreo de 1918 com uma corista estadunidense que se tornou prostituta. A produção da Broadway estreou em 6 de janeiro de 1930 no Teatro Fulton, onde teve apenas 64 apresentações. Apesar de não ter sido um sucesso comercial nem de crítica, o produtor de cinema Carl Laemmle, Jr. considerou-o um projeto de prestígio e comprou os direitos para produzir um filme pela Universal Pictures. Impressionado com o filme "Journey's End" (1930), Laemmle contratou o diretor James Whale para dirigir "Waterloo Bridge". A peça de Sherwood evoluiu para um filme de guerra no roteiro original, e Benn Levy foi contratado para restaurá-lo em um drama de personagem, enquanto Tom Reed forneceu "continuidade e diálogo adicional". Porque a Universal estava passando por problemas financeiros, Laemmle orçou o filme em US$ 252.000 e deu a Whale um cronograma de filmagens de 26 dias.
Rose Hobart, sob contrato com a Universal, foi designada para o papel de Myra Deauville, mas recusou quando soube que o estúdio não pretendia renovar seu contrato. Foi substituída por Mae Clarke, uma atriz contratada da Columbia Pictures agora mais conhecida pelo público como a mulher cujo rosto foi alvo de meia toranja enfiada nela por James Cagney em "The Public Enemy". "Acho que Whale viu algo que eu sei que eu tinha", Clarke lembrou mais tarde, "e foi uma confusão e insegurança básicas que não me importei de projetar em meu trabalho". Ela gostou de trabalhar com o diretor, que "queria ver o que você achou disso", disse ela. "Ele não diria como fazer, diria a você o que estava acontecendo".
A co-estrela menos experiente Kent Douglass, mais tarde conhecido como Douglass Montgomery, exigiu muita atenção de Whale, que interrompeu a produção por três dias enquanto trabalhava com o ator novato. Também no elenco estava Bette Davis que, no pequeno papel de Janet Cronin, foi listada em sexto lugar das nove posições nos créditos de abertura e foi ignorada pelos críticos. "Perfeitamente lógico", Davis lembrou mais tarde. "Eu tinha cerca de quatro falas ... Eu ansiava por interpretar Myra durante todas as filmagens. Eu poderia!"
Whale completou o filme US$ 50.000 abaixo do orçamento, o que deixou Laemmle muito impressionado, dando ao diretor a escolha de qualquer propriedade que o estúdio tivesse nos estágios de planejamento. Whale selecionou "Frankenstein" e se tornou um dos principais diretores da Universal.

## Censura e relançamentos
Por causa de seu material polêmico, as diretorias de censura em Chicago, Nova Iorque e Pensilvânia insistiram que grandes cortes fossem feitos no filme. Quando o Código de Produção foi aplicado em julho de 1934, tornou-se impossível relançar a versão original de "Waterloo Bridge". Em 1939, a MGM comprou os direitos de propriedade e, no ano seguinte, lançou uma adaptação estrelada por Vivien Leigh e Robert Taylor, e dirigida por Mervyn LeRoy. O filme "Gaby" (1956), dirigido por Curtis Bernhardt, e estrelado por Leslie Caron e John Kerr, avançou a linha do tempo da história até a Segunda Guerra Mundial e criou um final feliz, em vez de trágico. Depois de ser armazenada nos cofres do estúdio por 35 anos, "Waterloo Bridge" foi redescoberto em 1975, mas um acordo de propriedade conjunta entre a MGM e a Universal impediu que o filme fosse visto por mais duas décadas.

## Recepção
Mordaunt Hall, em sua crítica para o The New York Times, chamou o filme de "uma imagem louvável com um conteúdo um tanto superficial, mas é atuado de maneira inteligente e há imaginação no emprego da câmera e do microfone". E acrescentou: "Poderia ter sido uma produção ainda mais satisfatória se o Sr. Whale tivesse falado plenamente sobre o diálogo, pois as falas de alguns dos personagens cockney são ocasionalmente um pouco forçadas. Toda a narrativa é um conto atenuado, com o resultado de que partes dela não são especialmente interessantes". Billy Wilkerson, do The Hollywood Reporter, escreveu: "É um entretenimento adulto, não sofisticado, mas maduro ... tão comovente e verossímil a ponto de deixar qualquer público falando e delirando em apreciação".